# Acer negundo
Acer negundo, acezintle, arce negundo o negundo, es una especie de árbol de la familia Sapindaceae nativa de Norteamérica.

## Descripción

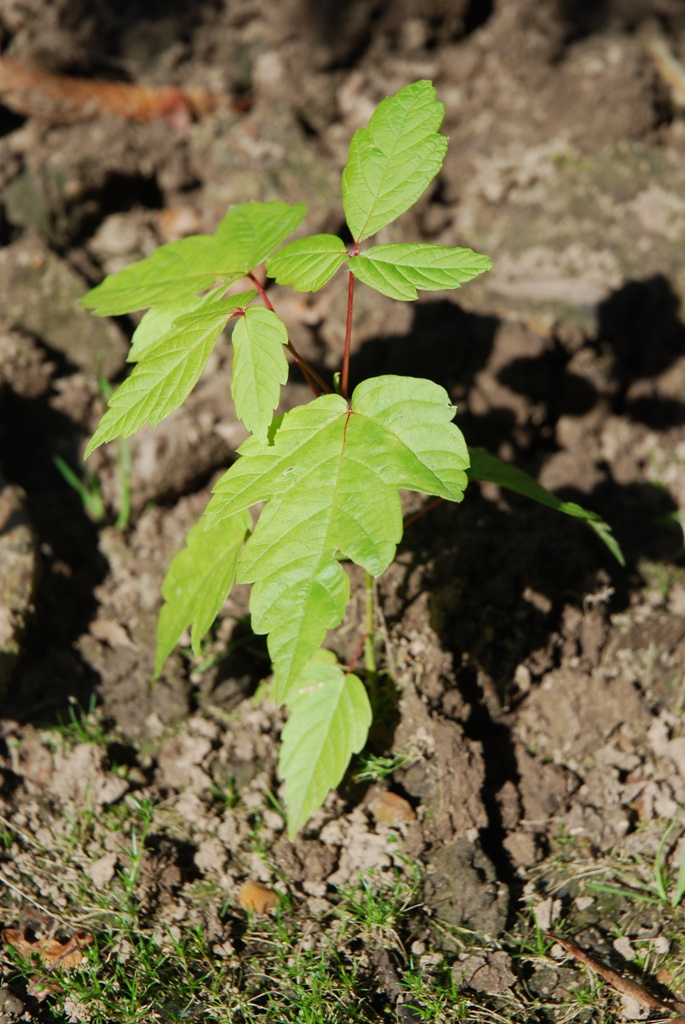
Planta joven.

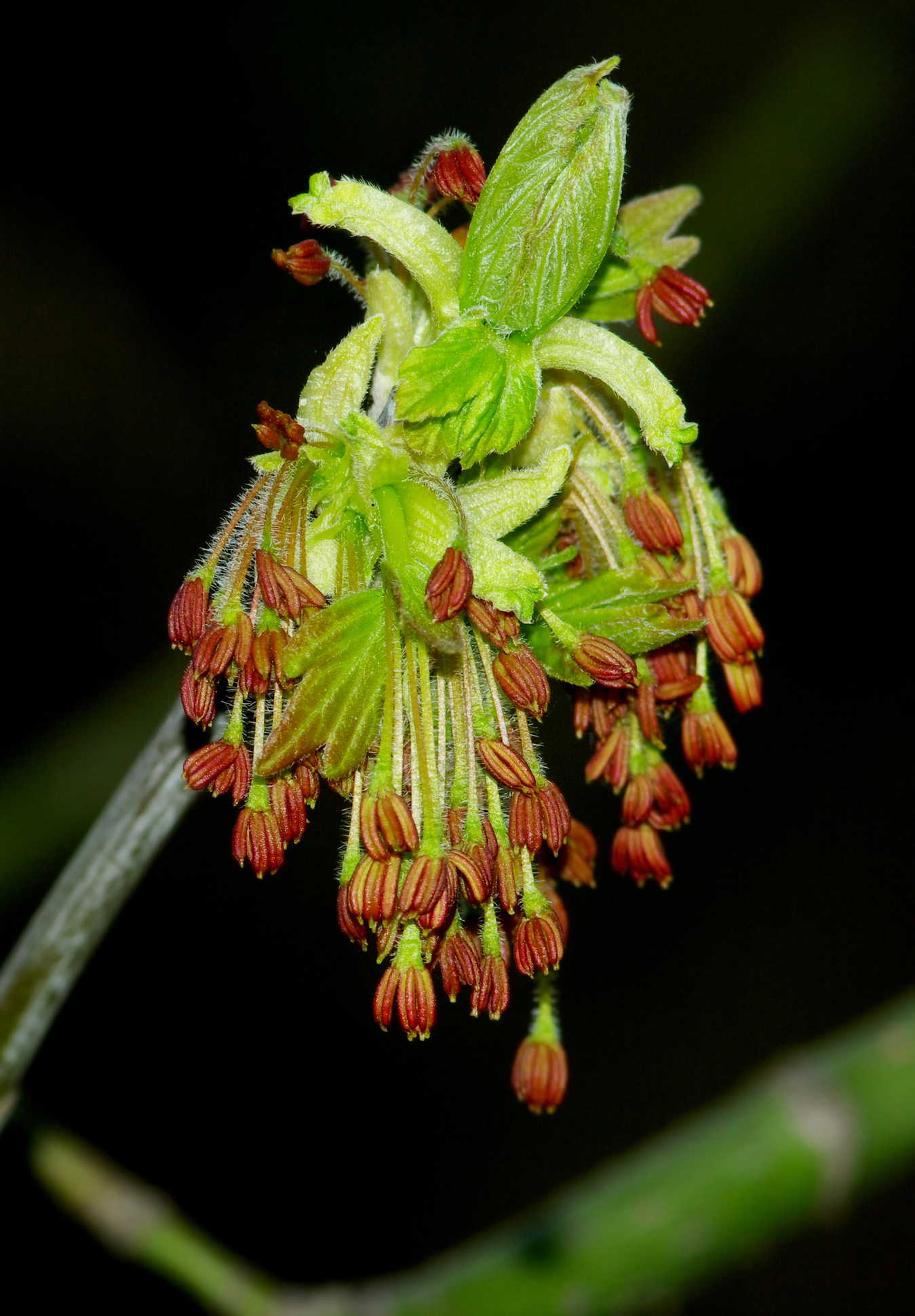
Inflorescencia masculina.

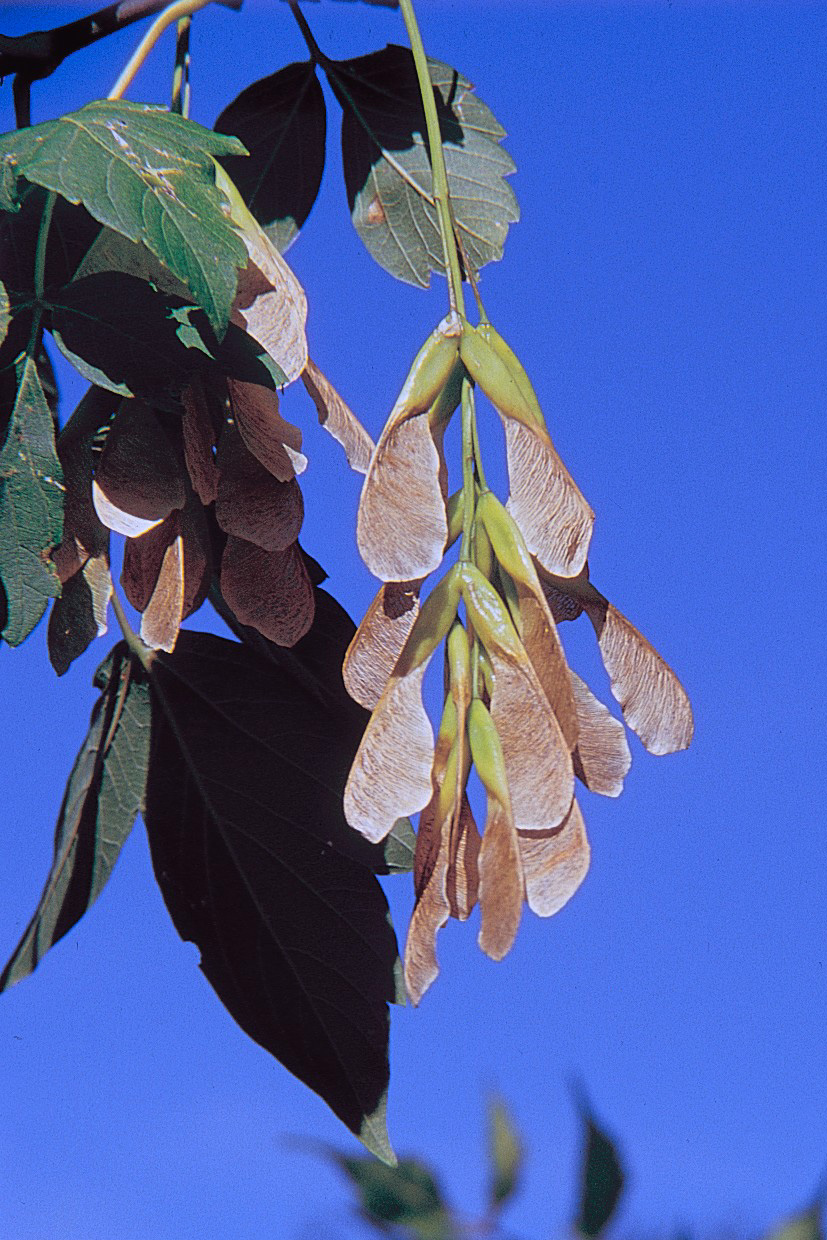
Frutos. Las alas asimétricas (rosadas con un tinte morado en la imagen) de cada fruto ayudan a su dispersión con el viento lejos del árbol.

Este arce es un árbol de crecimiento rápido, generalmente no muy longevo, de hasta 25 m de altura, con un tronco de diámetro de 30 a 50 cm, raramente de más de 1 m. Muchas veces tiene varios troncos y forma espesuras impenetrables.[cita requerida]
Los renuevos son verdes, con una cera rosa o violeta cuando son jóvenes. Al contrario de otros arces (con hojas palmadas) tiene hojas pinnadas con tres, cinco o siete folíolos; las hojas tienen de 12 a 25 cm de longitud, con cada folíolo de 6 a 10 cm y 3 a 7 cm de ancho. Ningún otro arce tiene más de tres folíolos. Las hojas son traslúcidas, de color verde claro, amarillas en otoño antes de caer, tienen bordes aserrados y son asimétricas en la base de la hoja. 
A diferencia de la mayoría de los arces es un árbol dioico. Las flores son pequeñas y apétalas, de 10 a 30 juntas en un racimo péndulo, de 1 a 2 dm de longitud; aparecen en la primavera temprana. Los frutos son disámaras, de 1 a 2 cm de longitud, con alas de 2 a 3 cm incurvadas; se dispersan y caen en otoño, o persisten durante el invierno.

## Distribución
Desde Canadá hasta Guatemala al Sur. Introducido y cultivado en otras partes del mundo. En Europa, donde fue introducido en 1688, se planta por su resistencia a la contaminación, rápido crecimiento y carecer de toxicidad, en repoblaciones de minas, zonas con mucho tráfico y parques urbanos.

## Hábitat
La especie prefiere terreno soleado y no calizo. Puede crecer en lugares inundados y soporta el frío hasta −30 °C.

## Cultivo y usos
Aunque su mala madera, de forma irregular, y prolíficas semillas hacen de él una mala elección como árbol aislado en un parque, el negundo es uno de los arces más cultivados.[cita requerida]
Hay varios cultivares, incluyendo algunas formas variegadas, disponibles para el mercado (vivero).
Aunque su madera es considerada inapta para muchos usos, es usada como fuente de fibra para pretensado.
Es también utilizado en algunos países de Sudamérica de forma decorativa, ejemplo de estos son Chile y Argentina.

## Taxones infraespecíficos
Hay pocos aceptados de los numerosos descritos:
- la típica subespecie Acer negundo subsp. negundo, glabro (sin pelos), vive en el sudeste de la Columbia Británica, este a sudeste de Ontario y de Nuevo Hampshire, y sur a este de Nevada, Arizona, norte de México y sudeste de Florida.[cita requerida]
- la subespecie occidental,Acer negundo subsp. californicum (Torr. & A.Gray) Wesm., con tallos y hojas pubescentes: una población aislada en el Valle Central de California.
- Acer negundo subsp. interius (Britton) Á.Löve & D.Löve
- Acer negundo subsp. mexicanum (DC.) Wesm.

Todos los otros son meras sinonimias de la especie.

## Taxonomía
Acer negundo fue descrita por Carlos Linneo y publicado en Species Plantarum 2: 1056. 1753.
Etimología
- Acer: nombre genérico que procede del latín ǎcěr, -ĕris, afilado, referido a las puntas características de las hojas o a la dureza de la madera que, supuestamente, se utilizaría para fabricar lanzas. Ya citado en, entre otros, Plinio el Viejo, 16, XXVI/XXVII, refiriéndose a unas cuantas especies de Arce de Europa.[5]
- negundo: del Sánscrito nirgundi / nurgundi, nombre de un arbusto con hojas muy parecidas a las de esta especie.[6]

Sinonimia
- Acer californicum var. texanum Pax
- Acer fauriei H.Lév. & Vaniot
- Acer fraxinifolium Nutt.
- Acer fraxinifolium Raf.
- Acer lobatum Raf.
- Acer nuttallii (Nieuwl.) Lyon
- Acer trifoliatum Raf.
- Acer violaceu (Booth ex G.Kirchn.) Simonk.
- Negundo aceroides var. violaceum G. Kirchn.
- Negundo aceroides subsp. violaceus (Booth ex G. Kirchn.) W.A.Weber
- Negundo fraxinifolium var. crispum Loudon
- Negundo fraxinifolium var. violaceum Booth ex Loudon
- Negundo negundo (L.) H.Karst. nom. invalid.
- Negundo texanum (Pax) Rydb.
- Rulac negundo (L.) Hitchc.[3]

## Nombre común
- Castellano: arce, arce de hojas de fresno, negundo.[7]
- En partes de México se le conoce como acecintle o acezintle, vocablo proveniente de la lengua náhuatl y que significa «semilla del agua».